# 庞多雷河
庞多雷河（英語：Pend Oreille River，/ˌpɒndəˈreɪ/）是哥伦比亚河的一条支流，长约130英里（209），流经美国爱达荷州北部与华盛顿州东北部，进入加拿大卑诗省后汇入哥伦比亚河，在加拿大它被拼写为Pend-d'Oreille River。